# Девід Блатт
Девід Майкл Блатт (англ. David Michael Blatt, івр. דוד מיכאל בלאט‎; нар. 22 травня 1959) — ізраїльсько-американський професійний баскетбольний менеджер. Він також колишній тренер і гравець.

## Життєпис
Блатт грав розігруючого в Прінстонському університеті з 1977 по 1981 рік. У 1981 році він грав на іграх Маккабі за збірну США, яка виграла золоту медаль. Потім Блатт грав у професійний баскетбол в Ізраїлі протягом дев'яти з наступних дванадцяти років, перш ніж травма завершила його ігрову кар'єру, і він почав працювати тренером. 
Він є одним із найуспішніших ізраїльсько-американських тренерів в історії європейського баскетболу. Як тренер, Блатт був чотири рази (1996, 2002, 2011 і 2014) тренером року в ізраїльській Суперлізі, тренером року в російській Суперлізі (2005), і тренером року Євроліги (2014). Блатт обійняв посаду головного тренера «Клівленд Кавальєрс» і привів команду до фіналу НБА 2015 року у своєму першому сезоні. Він привів їх до вершини їхньої конференції наступного року, але був звільнений в середині сезону, а згодом повернувся до тренерської роботи в Європі.

## Титули і досягнення
- Євробаскет 2007: Золото[2]
- Євробаскет 2011: Бронза[2]
- Олімпіада 2012: Бронза[2]
- Чемпіон Євроліги 2014 року
- Тренер року Євроліги 2014
- Лауреат «Ордена Дружби» 2014 року
- Чемпіон Єврокубку 2018 року
- Премія «Bonei Zion» 2020 року в галузі культури, мистецтва та спорту.